# Dieu (mode)
Pour les articles homonymes, voir Dieu (homonymie).
Le dieu est un mode dans la musique vietnamienne qui détermine la gamme à employer et le caractère à donner. Il y en a deux principaux :
- Bac (nord), qui est de caractère joyeux.
- Nam (sud), qui est de caractère triste.

Lors de l'exécution d'une pièce, une longue introduction instrumentale (dao ou rao) permet à l'auditeur de se familiariser avec le mode avant de jouer les morceaux principaux, à la manière de l'alap du râga indien.